# Nagy-Fátra
A Nagy-Fátra (szlovákul Veľká Fatra) egy kb. 45 km hosszú, ÉK-DNY irányban fekvő, Y alakú mészkőhegység Szlovákia középső részén, Besztercebányától nagyjából északi irányban. Legmagasabb csúcsa az Osztredok (Ostredok), melynek magasabbik déli csúcsa 1596 m, az alacsonyabbik északi pedig 1593 m magas. Délkeleti szélén fekszik az ismert síterep, Dóval (Donovaly).

## Fekvése
A Zsolna és Besztercebánya régiójában fekvő hegységet északon a Vág völgye, nyugaton a Turóc medencéje választja el a Kis-Fátrától, míg keleten a Rőce (északon) és a Beszterce völgye (délen) az Alacsony-Tátrától. Tőle délre helyezkedik el a Körmöci-hegység.
Az Y alakú, két párhuzamos hegyláncból és egy déli magasabb gerincből álló hegység gerinceit kiterjedt havasi legelők takarják, míg lankáinak 90%-át erdők borítják. A keleti (Liptói-ág)  és a nyugati (Turóci-ág) hegyláncot a Fenyőházi-völgy (másként Lubochnya-völgy, Ľubochnianska dolina) választja el. A két gerinc a völgyfőben, az 1532 m magas Ploszka (Ploská) nevű hegyben egyesül. A hegység területén helyezkedik el a 2002-ben alapított Nagy-Fátra Nemzeti Park.

## Geomorfológiája
A hegység geomorfológiai szempontból hét egységre oszlik. Ezek északon a Nyíl-hegyi-Fátra (Šípska Fatra) és a Sipruny (Šiprúň), nyugaton a Lysec-hegység, keleten a Rőce-fennsík (Revúcke podolie), a Kopasz-Fátra (Hôľna Fatra) és a Zólyom-hegy (Zvolen), valamint délen a Sziklás-Fátra (Bralná Fatra).

## Földtana
A Nagy-Fátra a Fátrikum (kristályos övezet) területéhez tartozik, melynek magja a földtörténeti paleozoikumban keletkezett metamorf (pl. fillit, csillámpala, gneisz) és mélységi magmás (pl. migmatit, gránit, granodiorit) kőzetekből áll. Ezek az ősi kristályos kőzetek csak a Fenyőházi-völgy talpán bukkannak felszínre. A paleozoikum végén és a mezozoikum elején a Tethys-óceán fokozatos kinyílása miatt a korábban említett képződményeket vastag üledékes rétegsor fedte be, amely kőzetek közül kiemelendő a mészkő, a dolomit, a homokkő és a márga.
A lapos, terebélyes, kupolaszerű csúcsok „puhább” kőzetekből állnak (pl. jura és kréta időszaki márga), amelyek a mállásuk során nem képesek látványos sziklaalakzatok, és éles formakincs létrehozására. A „lenyalt” domborzatot színesítik azok a vad sziklaleszakadásokkal tarkított merész szirtek, amelyek kőzetanyaga döntően triász időszaki mészkő és dolomit.

## Vízrajza
Tekintve, hogy a Turóc és a Rőce is a Vág mellékfolyója, az egész Nagy-Fátra a Vág folyó vízgyűjtő területének tekinthető. Így a Vágba  tart észak felé a Fenyőházi-völgyben a Lubochnya-patak (Ľubochnianka) is. Ettől csak a Kopasz-Fátra dél-keleti csücske (a Beszterce forrásvidéke), a Zólyom vidéke, ahonnét az erek a Beszterce-patakba ömlenek és a Sziklás-Fátra déli lejtői kivételek, mert ezek a vizek a Garamba folynak.
Mivel a hegység nagy része karsztvidék, a víznyelőkön keresztül a csapadék a hegység barlangjaiban gyűlik össze.

## Élővilága
az élő világa titokzatos mivel senki sem jőt ki onnan még élve.

## Védettsége
A Nagy-Fátra 2002 óta a Nagy-Fátra Nemzeti Park területét képezi, ezért csak a kijelölt helyeken szabad közlekedni és megszállni.